# Diocese de Mazatlán
A Diocese de Mazatlán (em latim: Dioecesis Mazatlanensis) é uma diocese da Igreja Católica localizada no município de Mazatlán, no estado de Sinaloa, no México. Foi fundada em 22 de novembro de 1958 pelo Papa João XXIII. Com uma população católica de 922.000 habitantes, sendo 93,8% da população total, possui 52 paróquias com dados de 2021.

## História
Em 22 de novembro de 1958 o Papa João XXIII cria a Diocese de Mazatlán através do território da Arquidiocese de Durango e da Diocese de Sinaloa. Em 1968 a Diocese de Mazatlán juntamente com a Arquidiocese de Durango perdem território para a formação da Prelazia Territorial de El Salto.

## Lista de bispos
A seguir uma lista de bispos desde a criação da diocese em 1958.
|                    | Nome                     | Período            | Notas              |
| Bispos de Mazatlán | Bispos de Mazatlán       | Bispos de Mazatlán | Bispos de Mazatlán |
| ------------------ | ------------------------ | ------------------ | ------------------ |
| 3º                 | Mário Espinosa Contreras | 2005 - atual       |                    |
| 2º                 | Rafael Barraza Sánchez   | 1981 - 2005        |                    |
| 1º                 | Miguel García Franco     | 1958 - 1981        | Faleceu no cargo   |